# 腹帶

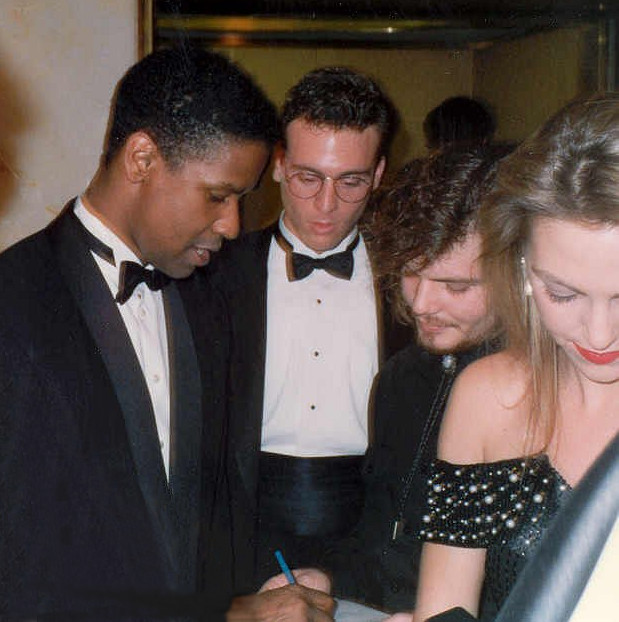
圖中央的男性穿著有腹帶

腹帶（cummerbund）是一種穿著無尾禮服時在腹部穿著的帶狀服飾。腹帶一詞最早起源於西亞和南亞地區（飾帶）。自15世紀開始在歐洲使用。20世紀之後，腹帶開始成為無尾禮服套裝中的一部分。一般腹帶多為黑色，但在穿著軍裝時，也會使用紅色或橙色等其他顏色。有時在穿做燕尾服時也會使用腹帶。